# Pakt iz katakombi
Pakt iz katakombi za siromašnu Crkvu koja služi naziv je dokumenta koji potpisali 42 biskupa i kardinala, 16. studenoga 1965., nekoliko dana pred zatvaranje Drugoga vatikanskog sabora. Time su se obvezali živjeti u siromaštvu i služenju te staviti u svojoj službi veći naglasak na siromašne. Pakt je potpisan u Katakombama svete Domicile.
Nedugo nakon pridružilo se oko 500 drugih koncilskih otaca iz cijeloga svijeta. Tekst je imao veliki utjecaj na teologiju oslobođenja koja se pojavila u nadolazećim godinama.
Idejni začetnik Pakta bio je i Helder Câmara. Među potpisnicima bio je i hrvatski biskup Josip Pavlišić.
Oko 150 sudionika Panamazonske sinode okupili su se 20. listopada 2019. na istom mjestu kako bi obnovili obećanja iz 1965. godine.

### Članci
- Jurić, Branko. 2019. Pakt iz katakombi za siromašnu Crkvu koja služi. Riječki teološki časopis. Riječki teološki časopis. Rijeka. 53 (1): 155–162

## Vanjske poveznice

### Ostali projekti
|  | Wikizvor ima izvorni tekst Pakt iz katakombi |